# Zavilka
Zavilka (Sabatia) je rod rostlin z čeledi hořcovité. Jsou to útlé, jednoleté nebo vytrvalé byliny se vstřícnými listy a nápadnými, bílými nebo růžovými pravidelnými květy. Rod zahrnuje asi 20 druhů a je rozšířen v Severní a Střední Americe a na Karibských ostrovech.

## Popis
Zavilky jsou jednoleté nebo vytrvalé lysé byliny se vzpřímenou, větvenou lodyhou. Listy jsou jednoduché, vstřícné, křižmostojné, přisedlé, někdy na bázi objímavé. Některé druhy mají na bázi lodyhy přízemní růžici. Žilnatina je tvořena 1 nebo 3 hlavními žilkami. Květy jsou pravidelné, převážně pětičetné, ve stažených nebo volných vrcholičnatých květenstvích, někdy redukovaných na jediný květ. Kalich je pětičetný, s čárkovitými až vejčitými laloky. Koruna je bílá nebo růžová, kolovitá, s 5 až 12 korunními laloky. Tyčinek je 5 až 12 a jsou zanořené v korunní trubce. Semeník je srostlý ze 2 plodolistů a obsahuje jedinou komůrku. Čnělka je zakončena dvoulaločnou bliznou. Plodem je kulovitá až válcovitá tobolka obsahující mnoho drobných semen a pukající 2 chlopněmi.

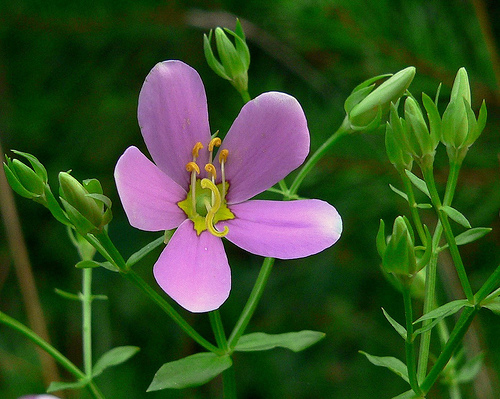
Sabatia angularis
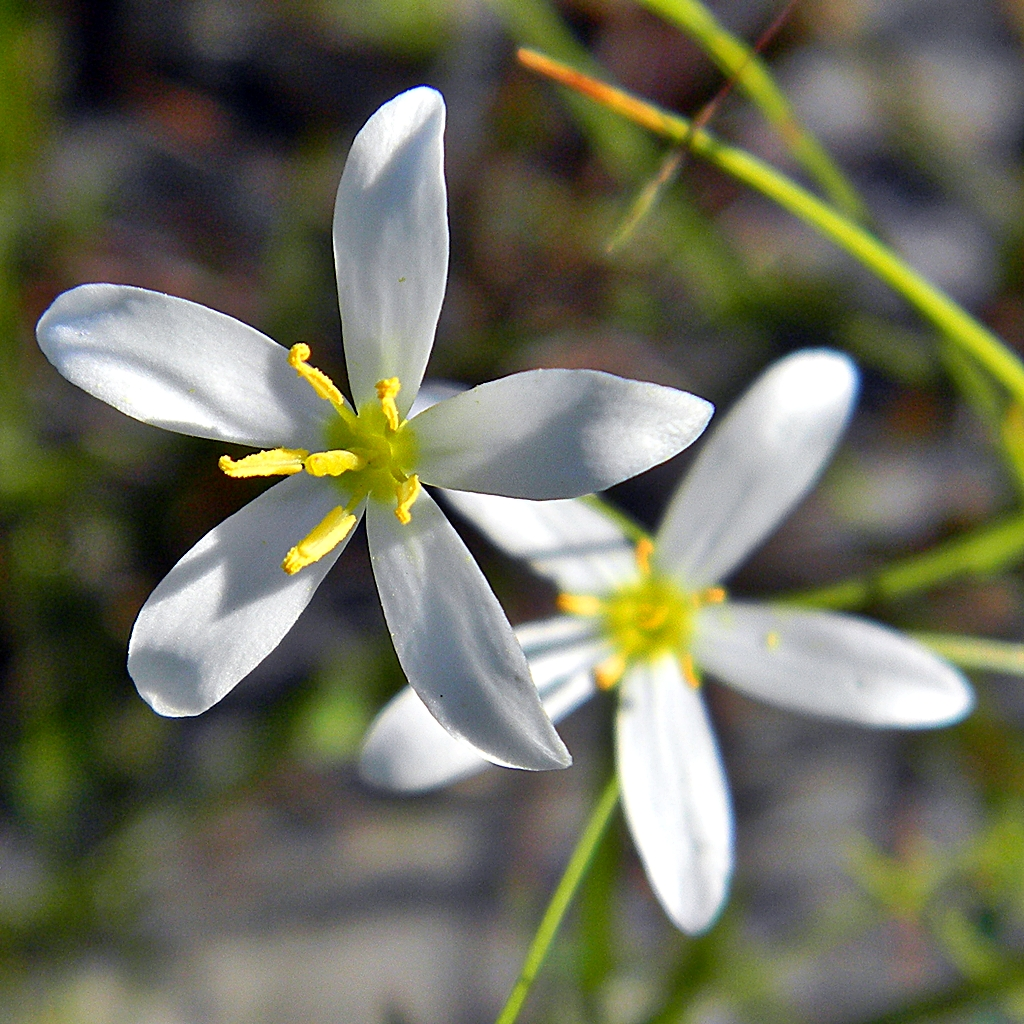
Květy Sabatia brevifolia
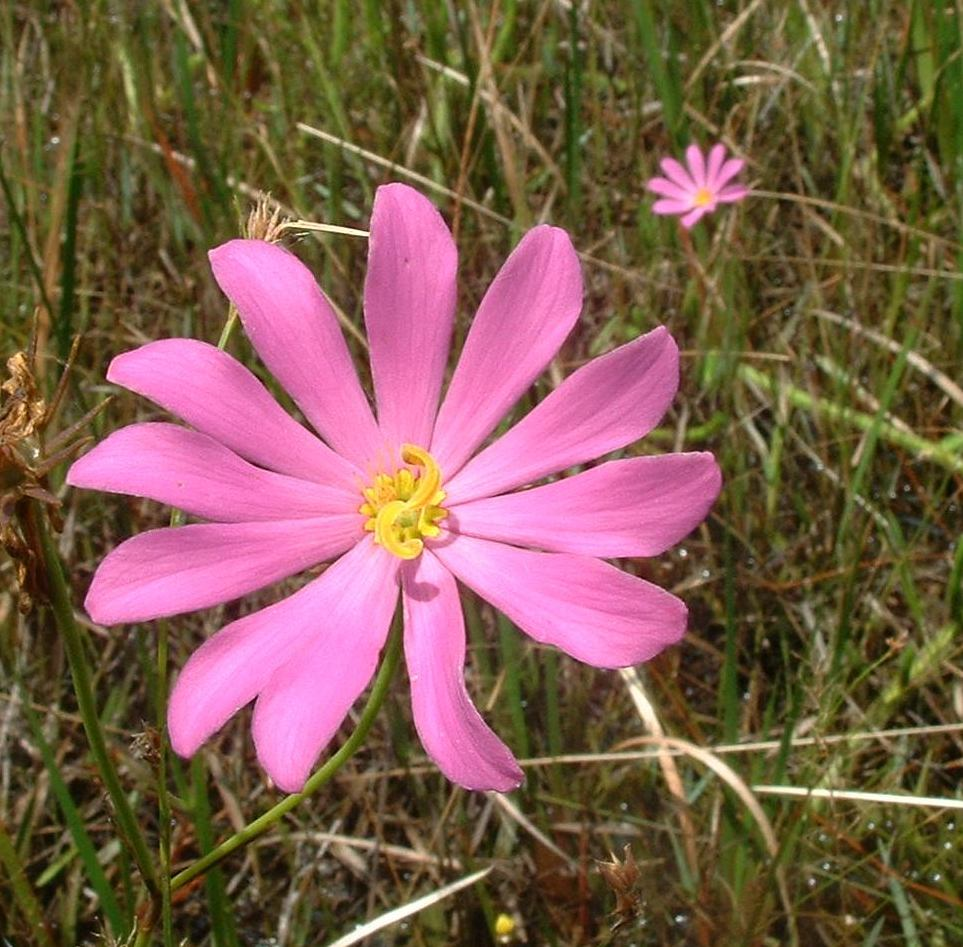
Květ Sabatia dodecandra

## Rozšíření
Rod zahrnuje okolo 20 druhů. Je rozšířen ve východních a jižních oblastech Severní Ameriky od východní Kanady po střední Mexiko a na Karibských ostrovech. Centrum druhové diverzity je na jihovýchodě USA. Nejrozsáhlejší areál rozšíření má druh S. angularis, který se vyskytuje od kanadské provincie Ontario na jih až po Texas. Celkem 3 severoamerické druhy zasahují i na některé ostrovy Karibiku. Také v Mexiku roste po 3 druzích.

## Ekologie
Zavilky jsou vesměs vlhkomilné rostliny, některé druhy jsou slanomilné. Často rostou v zaplavovaných oblastech.

## Význam
Zavilky nemají ekonomický význam a nejsou uváděny ze žádné české botanické zahrady.